# Ужин (фильм, 1992)
«Ужин» (фр. Le Souper) — французский историко-биографический фильм Эдуара Молинаро по одноимённой пьесе Жана-Клода Брисвиля, с Клодом Брассёром и Клодом Ришем в главных ролях. Фильм был номинирован на четыре Сезара, и получил два из них.

## Сюжет
Париж, 6 июля 1815 года. Франция на пороге выбора. Наполеон потерпел поражение при Ватерлоо, Сто дней оканчиваются, на Париж наступают иностранные войска, страна погружается в безвластие. Талейран приглашает на ужин в свой особняк министра полиции Жозефа Фуше, чтобы обсудить будущее и выбрать новый путь для страны. Начинается долгая словесная перепалка между двумя мужчинами, перемежаемая воспоминаниями, демонстрацией компромата друг на друга, и попытками разделить власть и портфели в будущем правительстве. Талейран пытается убедить Фуше, в необходимости возвращения к монархии и предлагает присягнуть Людовику XVIII, приведя его на трон. Фуше опасается мщения, если Людовик XVIII взойдёт на трон, так как Фуше некогда проголосовал за обезглавливание его брата, Людовика XVI. Фуше предлагает привести к власти во Франции Наполеона II, Луи Филиппа Орлеанского, или вернуться к демократической республике, в то время как Талейран остаётся на своей позиции и всеми способами пытается перетянуть Фуше на свою сторону. Ожесточённый спор приводит к напоминаниям о преступлениях, которые совершили оба, в прошлом находясь у власти.

## В ролях
| Актёр                | Роль                        |
| -------------------- | --------------------------- |
| Клод Брассёр         | Жозеф Фуше                  |
| Клод Риш             | Талейран                    |
| Тики Ольгадо         | Жак Масолье                 |
| Ян Колетт            | Жан Венсан                  |
| Александра Вандернот | Доротея Саган               |
| Стефан Жобер         | Мари Антуан Карем           |
| Лионель Витран       | человек с факелом           |
| Мишель Пикколи       | Шатобриан (голос за кадром) |